# 186年
| 千纪： | 1千纪                                                                                           |
| 世纪： | 1世纪 \| 2世纪 \| 3世纪                                                                         |
| 年代： | 150年代 \| 160年代 \| 170年代 \| 180年代 \| 190年代 \| 200年代 \| 210年代                       |
| 年份： | 181年 \| 182年 \| 183年 \| 184年 \| 185年 \| 186年 \| 187年 \| 188年 \| 189年 \| 190年 \| 191年 |
| 纪年： | 丙寅年（虎年）；东汉中平三年                                                                    |

## 大事记
- 中國
  - 二月，江夏兵趙慈反，殺南陽太守秦頡。
  - 罷太尉張延。拜張溫為太尉，張溫時在長安不在洛陽，為史上第一名在外受命的三公。
  - 六月，荊州刺史王敏討趙慈，斬之。
  - 十月，武陵蠻反，郡兵討破之。
  - 十二月，鮮卑寇幽、二州。
  - 韩遂杀北宫伯玉、李文侯，自领军队。
- 羅馬帝國
  - 高盧農民蜂起抗稅。
  - 不列顛篡位者欲暗殺總督佩蒂奈克斯，失敗。
- 新西蘭
  - 繼180年噴發之後，陶波湖再度噴發，火山灰將大部份地區天空遮蔽為紅色。[1]

## 各国领袖

### 非洲
- 库施
  - 国王：Aritenyesbokhe（175年－190年）

### 亚洲
- 中国
  - 东汉：
    - 皇帝：汉灵帝刘宏（168年－189年）
- 朝鲜
  - 百济：
    - 国王：肖古王（166年－214年）

  - 高句丽：
    - 国王：故国川王（179年－197年）

  - 新罗：
    - 国王：伐休尼师今（184年－196年）

### 欧洲
- 高加索伊比里亚
  - 国王：阿姆扎斯普二世（185年－189年）
- 罗马帝国
  - 皇帝：康茂德（177年－192年）

### 中东
- 奥斯若恩
  - 国王：Abgar IX（177年－212年）
- 安息
  - 国王：沃洛吉斯四世（147年－191年）

## 出生
- 馬良，三國時期蜀漢謀士。
- 卡拉卡拉（188年4月4日－217年4月8日）29岁，羅馬皇帝。

## 逝世
- 秦頡，東漢江夏都尉、南陽太守。
- 北宮伯玉，東漢末年羌族民變領袖。
- 李文侯，東漢末年羌族民變領袖。
- 9月16日——陳寔，東漢政治人物（104年出生，82岁）
- 圣亚波罗尼（英语：Apollonius the Apologist）(St. Apollonius the Apologist)，基督教殉教者。